# Франческо Гуичардини
Франческо Гуачардини (на италиански: Francesco Guacciardini; 6 март 1483, Флоренция – 22 май 1540, Арчетри) е италиански писател, историк и политик.
Приятел и тълкувател на Николо Макиавели, той е смятан за един от най-великите политически писатели на Италианския ренесанс. В своя шедьовър История на Италия е пионер в един нов стил в историографията, характеризиращ се с използването на правителствени източници в подкрепа на аргументите и с реалистичен анализ на хората и събитията от неговото време.

## Биография
Франческо Гуичардини е третият син на семейство Гуичардини, едно от най-лоялните към управлението на Медичите. След първоначално хуманистично образование в семейна среда, посветено на четенето на великите историци на Античността (Ксенофонт, Тукидид, Ливий, Тацит), той учи юриспруденция във Флоренция, следвайки при известния Франческо Пепи. От 1500 г. е във Ферара за около две години. След това се премества в Падуа, за да следва уроците на по-важни учители. Връщайки се във Флоренция през 1505 г., изпълнява ролята на граждански правни институции там, въпреки че все още не е завършил; през ноември същата година получава докторска степен по гражданско право и започва юридическата си кариера.
Академичната му дейност приключва през 1506 г. Междувременно се жени, против волята на баща си, за Мария Салвиати, дъщеря на Аламано Салвиати и член на политическо семейство, което е открито против Пиеро Содерини, по това време доживотен гонфалониер на Флоренция. Гуичардини не се интересува много от тези съперничества, тъй като основният му интерес е да има бъдеща политическа роля, особено в светлината на престижа, на който се радва семейството на съпругата му, което би могло да има положителен ефект за него.
Бракът му му служи за трамплин, гарантирайки му блестящ и бърз политически възход: с помощта на тъста му е назначен сред капитаните на Болницата на пъна (Оспедале дел Чепо) – позиция, която сама по себе си не е много важна, но е престижна от гледна точка на удостоената чест. През 1508 г. ръководи разследването срещу подеста Пиеро Лудовико да Фано, като започва изготвянето на Флорентински истории и Политически и граждански мемоари. 
През 1509 г., по време на войната срещу Пиза, е призован да практикува от сеньорията, получавайки, благодарение на помощта на Салвиати, правната позиция на капитул на Света Либерата. Този напредък също води Гуичардини до бърз възход в международната политика, получавайки от Флорентинската република позицията на посланик в Испания при Фернандо II Католика през 1512 г. От неговия опит в дипломатическата дейност се ражда Испански доклад – ясен анализ на социално-политическите условия на Пиренейския полуостров, както и „Речта от Логроньо“ – произведение на политическата теория, в което Гуичардини подкрепя аристократичната реформа на Флорентинската република.
През 1513 г. се завръща във Флоренция, където господството на Медичите е възстановено от около година с подкрепата на испанско-папската армия. От 1514 г. е част от Ото ди Гуардия и Балия – магистратурата, занимаваща се с полицията и престъпленията. През 1515 г. става част от сеньорията, ставайки, благодарение на услугите си на Медичите, консисториален адвокат и губернатор на Модена през 1516 г., с издигането на папския престол на Джовани де Медичи с името Лъв X. Водещата му роля в политиката на Емилия-Романя значително се засилва през 1517 г. с назначаването му за губернатор на Реджо Емилия и Парма, точно в периода на деликатния френско-имперски конфликт. През 1521 г. е назначен за генерален комисар на папската армия, съюзник на Карл V срещу французите; в този период придобива опита, който ще бъде от решаващо значение при изготвянето на неговите Политически и граждански спомени и История на Италия.
След смъртта на Лъв X през 1521 г. Гуичардини се оказва в контраст с обсадата на Парма – тема, засегната в Доклада за отбраната на Парма. След като Джулио де Медичи поема папството с името Климент VII, Гуачардини е изпратен да управлява Романя – земя, разкъсвана от борбите между най-могъщите семейства. Там той демонстрира широко своите значителни дипломатически умения.
За да се противопостави на прекомерната власт на Карл V, пропагандира съюз между регионалните държави, които тогава присъстват в Италия и Франция, за да защити по определен начин независимостта на полуострова. Споразумението е подписано в Коняк през 1526 г., но скоро се оказва провал; от този период е Диалог на полка на Флоренция в две книги, написани между 1521 и 1526 г., в които се предлага моделът на аристократичната република. През 1527 г. Конякската лига претърпява горчиво поражение и Рим е разграбен от ландскнехтите, докато републиката е установена (за трети и последен път) във Флоренция. Въвлечен в тези превратности и гледан с недоверие от републиканците поради миналото си на Медичи, Гуачардини се оттегля в доброволно изгнание във вилата си във Финокието близо до Флоренция. Там той пише две речи – Oratio accusatoria и Oratio defensoria, и едно Утешително писмо, което следва модела на oratio ficta, в което писателят излага обвиненията, приписвани на поведението му със съответните опровержения, и се преструва, че получава утешения от приятел. През 1529 г. пише Разсъждения около „Беседите“ на Макиавели „през първото десетилетие на Тит Ливий“, в които разпалва полемика срещу песимистичния манталитет на знаменития му съгражданин. През последните месеци той завършва и окончателния проект на Политически и граждански мемоари.
След конфискацията на активите му през 1529 г. напуска Флоренция и се връща в Рим, за да постъпи отново на служба при папа Климент VII, който му предлага позицията на дипломат в Болоня. След завръщането на Медичите във Флоренция (1531) Гуачардини е добре дошъл в двора на Медичите като съветник на херцог Алесандро и написва Беседи за начина, по който да се реформира държавата след падането на републиката и да се осигури това за херцог Алесандро. Въпреки това той не е толкова зачитан от наследника на Александро, Козимо I, който го оставя встрани. След това Гуичардини се оттегля във вилата си в Санта Маргерита в Монтичи в Арчетри, където прекарва последните си години, посвещавайки се на литературата: той реорганизира политическите и гражданските си Мемоари, събира политическите си речи и преди всичко пише История на Италия. Умира в Арчетри през 1540 г. на 57-годишна възраст.

## Политическа мисъл
Гуачардини е известен преди всичко с История на Италия – обширна и подробна фреска на италианските събития между 1494 (годината на идването в Италия на френския крал Шарл VIII) и 1534 (годината на смъртта на папа Климент VII) и шедьовър на историографията на Ранната модерна епоха и на научната историография като цяло. Като такъв той е паметник на италианската интелектуална класа от XVI век и по-специално на тоскано-флорентинската школа от философски (или политически) историци, като Николо Макиавели, Бернардо Сени, Якопо Пити, Якопо Нарди, Бенедето Варки, Франческо Ветори и Донато Джаноти. Творбата разплита усуканата мрежа на политиката на ренесансовите италиански държави с търпение и интуиция. Авторът умишлено се позиционира като безпристрастен зрител, като студен и любопитен критик, постигайки отлични резултати като анализатор и мислител (макар че разбирането му за силите, действащи в по-широката европейска рамка, е по-слабо).
Гуачардини е човекът на програмите, които се променят „поради разнообразието от обстоятелства“, заради което от мъдрия човек се изисква дискретност (Мемоари, 6), тоест способността да възприеме „с добро и проницателно око" всички елементи от които се определя разнообразието от обстоятелства. Реалността следователно не е съставена от неизменни универсални закони, както е за Николо Макиавели. 
Друга забележителна концепция на мисълта на Гуичардини е конкретното (Мемоари, 28), към която трябва да се придържа мъдрецът, тоест собственият интерес, разбиран в най-благородното му значение като пълното осъзнаване на собствената интелигентност и способността на човек да действа в полза на себе си и на държавата. С други думи, конкретното не трябва да се разбира егоистично, като покана да се вземе предвид само личният интерес, а като покана да се прецени прагматично колко всеки човек може да постигне в действителност в конкретната ситуация, в която се намира (мисъл, която съвпада с тази на Макиавели).

## Наследство
Гуичардини се счита за родоначалник на съвременната историография заради неговото пионерско използване на официални документи за целите на проверката на неговата История на Италия.
До 1857 г. репутацията на Гуичардини се крепи на История на Италия и на някои откъси от неговите афоризми. През 1857 г. неговите потомци, графовете Пиеро и Луиджи Гуичардини, отварят семейните архиви и възлагат на Джузепе Канестрини да публикува мемоарите му в 10 тома.

От 1938 до 1972 г. излизат неговите Кореспонденции, които допринасят значително за точното познаване на неговата личност.

## Произведения
- Storie fiorentine (от 1508 до 1509), неиздадени до 1857
- Discorso di Logrogno (1512)
- Considerazioni sui Discorsi del Machiavelli (1527 - 1529)
- Ricordi politici e civili
- Dialogo del Reggimento di Firenze (от 1521 до 1526)
- Storia d'Italia (от 1537 до 1540)
- Scritti inediti sopra la politica di Clemente VII dopo la battaglia di Pavia, P. Guicciardini (a cura di), Firenze, Olschki, 1940.
- Le cose fiorentine, R. Ridolfi (a cura di), Firenze, Olschki, 1945.
- Carteggi, 17 voll., 1938-72 (voll. 1-2 presso Zanichelli, Bologna; vol. 3 presso Istituto per gli studi di politica internazionale, Firenze; vol. 4 presso Istituto storico italiano per l'età moderna e contemporanea, Roma; voll. 5-17 presso P. G. Ricci, Roma)